# 김정배 (역사가)
김정배(金貞培, 1940년 8월 1일~)는 대한민국의 역사학자이자, 교육인이다.
고려대학교 사학과 학사 및 동 대학원에서 한국고대사 전공으로 석사 · 박사학위를 취득하였다. 고려대 한국사학과 교수, 고려대학교 총장,  고려중앙학원 이사장을 역임하였다. 한국고대학회 회장, 한국사연구회 회장 등의 활동을 하였다. 고구려연구재단 이사장, 한국학중앙연구원 원장 및 2015년부터 2017년까지 국사편찬위원회 위원장으로 재직하였으며 2018년 현재 모교인 휘문고등학교 10대 이사장으로 재임 중이다.

## 학력
- 휘문고등학교 졸업
- 고려대학교 사학과 학사
- 고려대학교 대학원 사학과 석사·박사
- 연세대학교 명예박사
- 와세다대학교 명예박사

## 경력
- 고려대학교 사학과 교수
- 고려대학교 제14대 총장
- 고려중앙학원 이사장
- 국사편찬위원회 위원
- 한국고대학회장
- 한국사연구회장
- 고구려연구재단 이사장
- 한국학중앙연구원 제14대 이사장
- 국사편찬위원회 제13대 위원장
- 학교법인 휘문의숙 제10대 이사장
- 한민족원로회 원로위원
- 학교법인 단국대학 교육이사

## 수상
- 제14회 효령상 문화부문

## 저서
- 《한국민족문화의 기원》, 고려대 출판부, 1973
- 《한국고대사론의 신조류》, 고려대 출판부, 1980
- 《한국고대의 국가기원과 형성》, 고려대 출판부, 1986
- 《한국고대사와 고고학》, 신서원, 2000
- 《고조선에 대한 새로운 해석》, 고려대 민족문화연구원, 2010
- 《한국과 중국의 북방사 인식》, 세창출판사, 2018

## 같이 보기
- 한국의 역사